# Glenea quatuordecimpunctata
Glenea quatuordecimpunctata är en skalbaggsart. Glenea quatuordecimpunctata ingår i släktet Glenea och familjen långhorningar.

## Underarter
Arten delas in i följande underarter:
- G. q. quatuordecimpunctata
- G. q. pahangensis